# Vitträsks kyrkobokföringsdistrikt

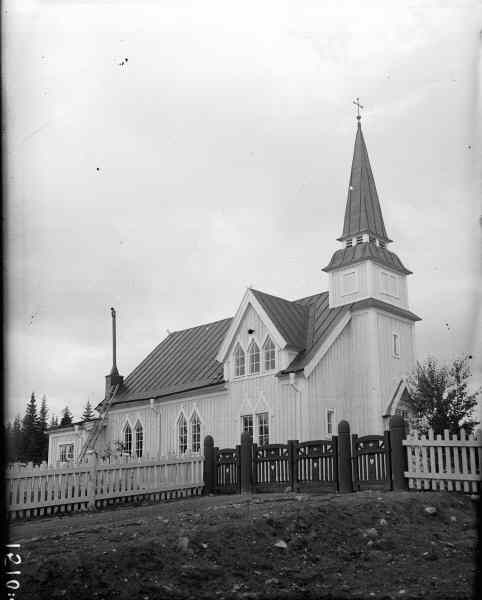
Pålkems kyrka, 1928.

Vitträsks kyrkobokföringsdistrikt var ett kyrkobokföringsdistrikt (ofta förkortat kbfd) i Gällivare församling i Luleå stift. Dessa distrikt utgjorde delar av en församling i Sverige som i folkbokföringshänseende var likställd med en församling. Distriktet bildades den 1 januari 1940 genom utbrytning ur huvudsakligen Gällivare kyrkobokföringsdistrikt och upphörde 1 januari 1973 när det uppgick i Nattavaara kyrkobokföringsdistrikt.
Vitträsks kyrkobokföringsdistrikt hade enligt Skatteverket församlingskoden 252300 och enligt Statistiska centralbyrån (år 1971) församlingskoden 252303

## Areal
Vitträsks kyrkobokföringsdistrikt omfattade den 1 januari 1961 en areal av 1 117,00 km², varav 1 104,00 km² land.

## Befolkningsutveckling
| Befolkningsutvecklingen i Vitträsks kyrkobokföringsdistrikt 1940–1970 | Befolkningsutvecklingen i Vitträsks kyrkobokföringsdistrikt 1940–1970 | Befolkningsutvecklingen i Vitträsks kyrkobokföringsdistrikt 1940–1970 | Befolkningsutvecklingen i Vitträsks kyrkobokföringsdistrikt 1940–1970 | Befolkningsutvecklingen i Vitträsks kyrkobokföringsdistrikt 1940–1970 |
| --- | --------------------------------------------------------------------- | --------------------------------------------------------------------- | --------------------------------------------------------------------- | --------------------------------------------------------------------- |
| |                                                                       |                                                                       |                                                                       |                                                                       |
| År |                                                                       |                                                                       | Folkmängd                                                             |                                                                       |
| 1940 | 1940                                                                  |                                                                       | 702                                                                   |                                                                       |
| 1945 | 1945                                                                  |                                                                       | 723                                                                   |                                                                       |
| 1950 | 1950                                                                  |                                                                       | 663                                                                   |                                                                       |
| 1955 | 1955                                                                  |                                                                       | 642                                                                   |                                                                       |
| 1960 | 1960                                                                  |                                                                       | 632                                                                   |                                                                       |
| 1965 | 1965                                                                  |                                                                       | 477                                                                   |                                                                       |
| 1970 | 1970                                                                  |                                                                       | 283                                                                   |                                                                       |
| Anm: För åren 1940-1945: befolkning enligt folkräkning 31 december enligt den administrativa indelningen den 1 januari följande år. 1950 avser befolkning enligt folkräkning den 31 december enligt den administrativa indelningen den 1 januari 1952. 1955 avser den kyrkobokförda befolkningen den 31 december enligt den administrativa indelningen den 1 januari följande år. 1960, 1965 och 1970 avser befolkning enligt folkräkning den 1 november enligt den administrativa indelningen den 1 januari följande år. |                                                                       |                                                                       |                                                                       |                                                                       |